# Billie Mind
Billie Mind ist eine Filmeditorin und Sounddesignerin. Sie ist Mitglied der Europäischen Filmakademie und war an zahlreichen Spiel- und Dokumentarfilmen beteiligt, unter anderem als Editorin, Sounddesignerin und Tonmeisterin. Zu ihren jüngsten Arbeiten zählt der Spielfilm Sound of Falling (Regie: Mascha Schilinski), der in den offiziellen Wettbewerb der Internationalen Filmfestspiele von Cannes 2025 eingeladen und dort mit dem Preis der Jury ausgezeichnet wurde. Billie Mind lebt und arbeitet in Berlin.

## Karriere
Der Fokus von Billie Minds Arbeit liegt auf Arthouse-Spielfilmen und Kino-Dokumentarfilmen.

## Filmografie (Auswahl)

### Spielfilme
- 2024: Sound of Falling – Supervising Sound Editor, Sound Designerin, Junior-Editorin
- 2024: Ab Morgen bin ich Mutig – Junior-Editorin
- 2022: We Might As Well Be Dead – Junior-Editorin, Music Supervisor
- 2023: Ararat – Schnittassistenz

### Dokumentarfilme
- 2020: Nestwärme - Tonmeisterin
- 2020: Displaced – Schnittassistenz
- 2019: Im Stillen Laut – Tonmeisterin
- 2017: My Two Polish Loves – Re-Recording Mixer

### Kurzfilm
- 2019: Beautiful You – Trailer-Editorin